# 全国少年少女選抜レスリング選手権大会
全国少年少女選抜レスリング選手権大会（ぜんこくしょうねんしょうじょせんばつレスリングせんしゅけんたいかい）主催は全国少年少女レスリング連盟。小学４年～６年生の男女で、夏に行われる「全国少年少女レスリング選手権大会」の成績がベスト８以上の選手を対象とした全国大会である。毎年3月上旬に国立オリンピック記念青少年総合センターで開催される。
試合は「全国少年少女レスリング連盟」統一ルールのもと、学年ごと男女に分かれ、体重別に階級を定めて行われる。

## 歴史
元々は1996年の全日本ジュニアレスリング選手権大会における小学生の部で、1997年に「全国少年選抜レスリング選手権大会」として独立。
2007年と2008年はJOCジュニアオリンピックカップとして開催された。2021・22年は中止

## その他
この大会では、公式国際大会に近い雰囲気を出場者に感じてもらうためのツールの一つとして、選手、監督、コーチへそれぞれIDカードが発行される。競技エリア（マットサイド）にはIDカードを所持する選手・セコンド以外の入場はできない。